# 沈忠厚
沈忠厚（1928年2月13日—2021年2月5日），男，四川大竹人，中国石油钻井和水射流技术专家，中国的“钻头之父”，中国工程院院士，曾任中国石油大学教授。

## 生平
1928年2月28日，四川省大竹县天城乡（今天城镇）出生。1951年，毕业于重庆大学矿冶系。
1955年，到北京石油学院任教，晋升讲师。1957年1月加入中国共产党。1962年晋升副教授。1983年晋升教授。2001年，当选中国工程院院士。
2021年2月5日，因病在北京市逝世。